# لي ويفر
لي ويفر (بالإنجليزية: Lee Weaver)‏ هو ممثل أمريكي، ولد في 10 أبريل 1930 في الولايات المتحدة.

## وصلات خارجية
- لي ويفر على موقع IMDb (الإنجليزية)
- لي ويفر على موقع قاعدة بيانات الفيلم (الإنجليزية)